# یولایوو
یولایوو (انگلیسی: Yulayevo) یک شهرک در شهرستان مچتلینسکی استان باشقیرستان کشور روسیه است.